# Drajna de Jos
Drajna de Jos – wieś w Rumunii, w okręgu Prahova, w gminie Drajna. W 2011 roku liczyła 2341 mieszkańców.